# Dinastía Gupta Oriental
La dinastía Gupta Oriental o posterior gobernó la región de Magadha en el este de la India entre los siglos VI y VII. Los Guptas posteriores sucedieron a los Guptas imperiales como gobernantes de Magadha, pero no hay evidencia que conecte las dos dinastías; Estos parecen ser dos familias distintas. Los Guptas posteriores se llaman así porque los nombres de sus gobernantes terminaban con el sufijo "-gupta", que podrían haber adoptado para retratarse como los sucesores legítimos de los Guptas imperiales.

## Historia
Después de la caída del Imperio Gupta, los Guptas posteriores los sucedieron como los gobernantes de Magadha. Se dice que la hija del fundador de la dinastía, Krishnagupta, se casó con el príncipe Adityavarman de la Dinastía Maukhari. De acuerdo con la Inscripción de Apshad, el nieto de Krishnagupta, Jivitagupta, realizó expediciones militares en la región del Himalaya y en el suroeste de Bengala.
Durante el reinado del hijo de Jivitagupta, Kumaragupta, la dinastía desarrolló una rivalidad con los Maukharis. Kumaragupta derrotó al rey de Maukhari, Ishanavarman, en 554, y murió en Prayaga. Su hijo Damodaragupta sufrió reveses contra los Maukharis.
El hijo de Damodaragupta, Mahasenagupta, se alió con la Dinastía Vardhana. Su hermana se casó con el gobernante de Vardhana Adityavardhana. Él invadió Kamarupa y derrotó a Susthita Varman. Pero posteriormente se enfrentó a tres invasores: el rey Maukhari Sharva-varman, el rey Kamarupa Supratishthita-varman y el rey tibetano Songtsen Gampo. Su vasallo Shashanka también lo abandonó (y más tarde estableció el Reino de Gauda). Bajo estas circunstancias, Mahasena-gupta se vio obligada a huir de Magadha y refugiarse en Malwa. Posteriormente, el emperador Vardhana Harsha restauró la regla Gupta posterior en Magadha, y gobernaron como vasallos de Harsha.
Después de la muerte de Harsha, el gobernante Gupta posterior, Adityasena, se convirtió en el gobernante soberano de un gran reino que se extendía desde el Ganges en el norte hasta el Chota Nagpur en el sur; y desde el río Gomati en el este hasta la bahía de Bengala en el oeste. Sin embargo, fue derrotado por los Chalukyas.
Jivitagupta II, el último gobernante conocido de la dinastía, parece haber sido derrotado por Yashovarman de Kannauj.